# Champions (Marvel Comics)
The Champions sono una squadra di supereroi adolescenti apparsi nei fumetti statunitensi pubblicati dalla Marvel Comics. La squadra appare per la prima volta in Champions (vol. 2) n. 1 (ottobre 2016) ed è stata creata dallo scrittore Mark Waid e dall'artista Humberto Ramos.

## Storia editoriale
Nel luglio 2016, la Marvel annunciò il debutto dei Champions, una squadra di supereroi adolescenti formatasi in seguito agli eventi di Civil War 2, creata dallo scrittore Mark Waid e dall'artista Humberto Ramos. Il caporedattore Tom Brevoort dichiarò che lo scopo della squadra era "rivendicare e ridefinire in senso classico cosa dovrebbe significare essere un supereroe. Avendo interagito con la generazione di eroi precedenti, invece di vederli come icone hanno imparato che non sono migliori o peggiori di chiunque altro". Brevoort spiegò che i personaggi hanno scelto il nome Champions per prendere le distanze dai Vendicatori e dare un'impressione "decisamente ottimista". Brevoort rivelò anche di avere una lista di diversi altri nomi nel caso in cui la controversia sul marchio con Heroic Publishing, che possedeva il nome, non fosse andata a buon fine.
Il primo numero della serie venne pubblicato il 5 ottobre 2016 e vendette 328.000 copie, diventando il secondo libro più venduto quel mese. Venne ben accolto dalla critica e dai fan con un punteggio medio rispettivamente di 7,9 e 7,5 su Comicbook Roundup.
La serie venne rilanciata nel gennaio 2019 sotto un nuovo team creativo con Jim Zub come scrittore e Steven Cummings come artista, e si concluse nell'ottobre 2019 con il numero 10.
La serie era programmata per un altro rilancio nell'aprile 2020 con la scrittrice Eve Ewing e l'artista Simone Di Meo, ma venne interrotta a causa della pandemia di COVID-19. La trama crossover Outlawed Marvel Comics iniziò con l'one-shot Outlawed n. 1 (marzo 2020) e continuò in Champions n. 1-5 (ottobre 2020-marzo 2021) insieme ad altre serie di fumetti incentrate sui giovani supereroi. Champions n. 6-10 ha concluso la storia iniziata in Outlawed.

## Storia della squadra

### Origine
In seguito agli eventi della seconda guerra civile tra i supereroi, Ms. Marvel (Kamala Khan), Spider-Man (Miles Morales) e Nova (Sam Alexander) restano profondamente deluso dal comportamento dei supereroi adulti, ragion per cui decidono di abbandonare i Vendicatori. I giovani eroi desiderano rettificare la sfiducia che le persone comuni nutrono verso la comunità di supereroi; a loro si uniscono altri eroi adolescenti che condividono gli stessi ideali, il nuovo Hulk (Amadeus Cho) e Viv Vision, figlia di Visione.
Dopo la loro prima missione congiunta volta a salvare un traffico di ragazze orchestrato da Pagliacci, i giovani ero si rivelano alla popolazione e Ms. Marvel proclama che la missione del team è quella di promuovere un futuro migliore attraverso la speranza e la saggezza piuttosto che la forza ingiusta. Il discorso della super diventa virale su Internet e il nuovo team viene battezzato "Champions" sui social. Una variante giovanile di Ciclope (Scott Summers), incoraggiato dal video, chiede e ottiene l'ammissione nel gruppo.

### Prime missioni
Nelle loro prime avventure, i Champions viaggiano a Sharzhad e aiutano una giovane ragazza di nome Amal a fermare i fondamentalisti militanti dall'imporre un apartheid di genere; durante un viaggio in mare, vengono affrontati da una colonia atlantidea; nello scontro con lo sceriffo Studdard, lo xenofobo capo di polizia della contea di Daly, vengono aiutati da Gwenpool.
Successivamente i Champions incontrano i Freelancers, un gruppo di mercenari adolescenti che lavorano per la Roxxon (una compagnia corrotta), mettendo a tacere i manifestati opposti alla compagnia. I datori di lavoro dei Freelancers cercano di screditare i Champions incastrando il gruppo per l'aggressione ai danni di alcuni senzatetto e registrando il loro logo per sfruttarlo. I Champions riescono a ripristinare la loro reputazione e Nova avvia un contromovimento per istigare la gente a rifiutare i prodotti con il marchio del gruppo.

### Secret Empire
Quando l'Hydra assume il controllo degli Stati Uniti, i Champions vengono chiamati da Iron Man per proteggere Washington con altri super americani; nonostante ciò, vengono tutti sconfitti da Capitan America (redivivo e corrotto mentalmente dall'Hydra), il quale brandisce Mjolnir.
I Champions si ritirano per riorganizzarsi e successivamente si separano: Ms. Marvel lavora con i Secret Warriors per combattere i campi di internamento degli Inumani, Ciclope viene spostato a New Tian con i mutanti americani e Nova viene intrappolato oltre lo Scudo di Difesa Planetaria nell'orbita terrestre. Hulk, Viv e Spider-Man si uniscono a Underground, dove si alleano con Ironheart (Riri Williams), Wasp (Nadia van Dyne), Falcon (Joaquin Torres) e Patriot (Rayshaun Lucas).
Dopo che l'Hydra ha raso al suolo Las Vegas, Vedova Nera prende l'iniziativa di assassinare Capitan America e Spider-Man si unisce a lei, avendo deciso di adempiere al suo presunto destino di uccidere l'ex eroe, come apparentemente profetizzato in precedenza dall'inumano Ulysses Cain. I rimanenti Champions, con Falcon, Wasp e Ironheart, li seguono per offrire il loro supporto a Miles, unendosi quindi alla Stanza Rossa della Vedova Nera e ricevendo un addestramento da quest'ultima. Natasha muore nel tentativo di uccidere Capitan America e l'Hydra cattura i giovani eroi, che vengono arrestati; Spider-Man per poco non riesce ad assassinare Rogers, ma Wasp lo convince a non farlo dopo aver appreso che Vedova Nera aveva cercato di compiere l'omicidio da sola per impedire a Miles di diventare un assassino.
In seguito, i pochi supereroi americani rimasti lanciano un ultimo attacco all'Hydra; Taskmaster e Black Ant, alleati dell'organizzazione, prevedono una possibile sconfitta dei loro alleati e decidono di cambiare schieramento liberando i giovani eroi imprigionati, così da ottenere il loro favore. I Champions si riuniscono durante la battaglia finale, che vede il ritorno del vero Capitan America e la caduta dell'Hydra.

### Post-Secret Empire
Poco tempo dopo la caduta dell'Hydra, i Champions sono costretti ad allearsi con i Vendicatori per impedire all'Alto Evoluzionario di causare una collisione tra la Terra e la sua Contro-Terra. Viv viene trasformata in un norma essere umano dall'Alto Evoluzionario e rimane intrappolata in un diverso piano dell'esistenza mentre aziona un dispositivo per sventare i piani del criminale. Viv riesce poi a tornare a casa ma, nel mentre, Visione costruisce una Viv 2.0 per far fronte all'apparente morte della figlia.
Per rispetto di Viv, i Champions non accolgono la sua nuova sorella gemella nel gruppo; Viv 2.0 va poi fuori controllo, al che Viv torna nella squadra ed è costretta a uccidere la sorella per legittima difesa. Visione e Wasp riparano il corpo di Viv 2.0 ma non riescono a ripristinare la mente, quindi Viv trasferisce la sua coscienza nel corpo sintetico per riacquistare i suoi poteri e assicurarsi che la sorella continui a vivere attraverso se stessa.
Dopo il ritorno di Viv nella squadra, Ciclope lascia i Champions per andare in aiuto dei suoi compagni X-Men dispersi nel tempo. Si uniscono ufficialmente al gruppo Ironheart e Wasp, le quali aiutano Amadeus Cho a creare il Champions Mobile Bunker, un nuovo quartier generale mobile per la squadra, nel quale ogni membro della squadra ha una stanza privata, eccezion fatta di Spider-Man e Nova.
Durante un'indagine nel Nunavut, Canada, i Champions si imbattono nelle macchinazioni del Maestro del Mondo e scoprono che ha catturato un'adolescente locale di nome Amka Aliyak, a cui sono stati conferiti dei poteri di mutaforma dopo essersi unita con lo spirito Inua Sila, a cui il Maestro del Mondo stava sottraendo energia. Amka fugge dalla prigionia e si unisce ai Champions e agli Alpha Fight per sconfiggere il Maestro del Mondo, in seguito al quale si unisce ai Champions come Snowguard.

### Infinity Countdown
I Champions vengono a sapere di un assalto al Nova Corps da parte dell'esercito dei Chitauri guidato da Warbringer, nemico di Nova, quindi vanno con il gBunker nello spazio, dove scoprono che l'obiettivo di Warbringer è attaccare Thanos. Nova si accorge che l'esercito di Thanos non reagisce neanche per difendersi, quindi la squadra elimina Warbringer, facendo cessare l'assalto dei Chitauri. Thanos ne approfitta per assimilare l'esercito di Warbringer e ringrazia i Champions per quanto fatto; furiosa, Ironheart attacca il titano nonostante l'obiezione dei compagni e viene rapidamente sconfitta, pur essendo risparmiata da Thanos. Warbringer viene riportato ai Nova Corps dai Champions, ma il comandante Scott Adsit sequestra l'elmo di Sam, non essendo riconosciuto ufficialmente come Nova, subito prima di teletrasportare i Champions di nuovo sulla Terra.
Nello stesso periodo, Amadeus ottiene una nuova forma e si fa chiamare "Brawn". Riri ricostruisce la sua armatura dopo che Thanos le ha distrutto la precedente, e Sam cade in depressione e problemi di rabbia per la perdita dei suoi poteri.
Mentre aiutano un villaggio tanzaniano la cui acqua è stata avvelenata, i Champions scoprono Man-Thing nella palude locale. La creatura apre un portale che invia Sam e Wasp nell'ultraterreno Weirdworld, dove vengono rintracciati dal Maestro del Mondo, che ha tenuto d'occhio i Champions dalla sua sconfitta in Canada. I due hanno perso la memoria e sono stati mutati dalla magia di Weirdworld e il Maestro del Mondo ne approfitta per usare i loro nuovi poteri per conquistare la Terra.
Gli altri Champions viaggiano verso Weirdworld con l'aiuto dello spirito Inua Sila, ma vengono dispersi e trasformati; solo Ironheart mantiene i ricordi a causa dei traumi dello scontro con Thanos e riesce a riunire la squadra. I Champions sconfiggono di nuovo il Maestro del Mondo e tornano a casa.

### Copertura globale
I Champions accolgono pienamente tra i loro membri Falcon, Patriot, Locusta (Fernanda Rodriguez), Bombshell (Lana Baumgartner), Pinpoint (Qureshi Gupta) e Power Man (Victor Alvarez) e iniziano a operare a livello globale.
Durante un combattimento con Zzzax, Ms. Marvel e Viv vengono uccise. Mefisto si palesa e offre ai Champions superstiti di farli viaggiare indietro nel tempo affinché salvino le loro campagne di squadra; Miles accetta, al che il demone inverte il tempo, riportando in vita Kamala e Viv ma facendo così morire una ragazza in precedenza salvata da Spider-Man. Questo porta Miles a lasciare la squadra.
Anche altri membri si separano dal gruppo: Sam si allea con la sua nemesi Kaldera per recuperare il suo casco, mentre Brawn e Wasp iniziano a lavorare rispettivamente con Agents of Atlas e GIRL.
Durante la Guerra dei Regni, i Champions combattono con i Rock Troll in Australia; frattanto, Power Man e Pinpoint incontrano il Ciclope del presente, che assume la guida del gruppo contro i Rock Troll. Ciclope rivela a Ms. Marvel che i ricordi del suo sé passato si sono fusi con i propri, dandogli l'ispirazione di prendere le redini della squadra. Ms. Marvel chiede a Dust (Sooraya Qadir) di unirsi a loro, dopo che Ciclope ha garantito per lei, quindi i Champions vanno a San Paolo per difenderla da Dísir, che ha preso il controllo del Sud America, riuscendo a sconfiggerlo.
Sam e Kaldera apprendono da Scott Adsit che l'elmo è stato rubato dalla Gilda dei Ladri di New York sulla Terra. Sam riesce a recuperare l'elmo e si riunisce ai Champions come Nova, per poi affidare Kaldera alla custodia dei Nova Corps.
Cuore Nero, imprigionato da Mefisto, viene a conoscenza del piano del padre, e comincia a corrompere i membri dei Champions a partire da Ironheart, che ha allontanato Viv essendosi accorta che sembra provare dei sentimenti per lei. Spider-Man si riunisce alla squadra per aiutare gli amici e lui e Ms. Marvel rivelano la loro identità segreta a Nova per liberarlo dalla corruzione di Cuore Nero. Quest'ultimo cerca di sfruttare l'accordo che Miles ha fatto con Mefisto, ma Riri sfugge al suo controllo grazie all'affetto di Viv. I Champions, liberatosi dal controllo mentale aiutandosi reciprocamente, sconfiggono Cuore Nero, che viene abbattuto da Mefisto come punizione per aver rovinato i suoi piani.

### Fuorilegge
I Champions proteggono la giovane Ailana Kabua, che è stata presa di mira dalla Roxxon. La ragazza viene attaccata mentre è a scuola da un drago asgardiano; nonostante la creatura venga sconfitta, nell'attacco la scuola viene distrutta, Viv scompare e Ms. Marvel, ferita gravemente per proteggere Ailana, cade in coma. A causa dell'accaduto, il senatore Patrick approva l'Underage Superhuman Welfare Act, noto anche come "Legge di Kamala", che impedisce ai supereroi con meno di ventun anni di operare. Ogni eroe minorenne in attivo viene dichiarato fuorilegge, ragion per cui si indice una task force chiamata CRADLE (composta da Dum Dum Dugan, Carolina Washington, Jake Oh, Justice, Speedball e Timeslip) per occuparsi dei giovani trasgressori. Quando la CRADLE aggredisce Ironheart e Moon Girl, si sollevano numerose proteste. La sede dei Champions viene requisita e Snowguard e Locusta arrestati.
Kamala si sveglia dal coma e si oppone alla legge che porta il suo nome, diventando una ricercata. Miles Morales sfugge a un'operazione della polizia di New York, che è in conflitto con CRADLE per il territorio. I Champions (tranne Kamala, che parla con loro attraverso uno schermo) si riuniscono con altri alleati per decidere il da farsi, ma si trovano divisi riguardo alla nuova legge. Durante la discussione, CRADLE fa irruzione nel nascondiglio e il gruppo realizza che deve esserci una spia tra loro; Bombshell e Wasp vengono arrestate, mentre gli altri sono portati i salvo da Pinpot. La spia è in realtà la rediviva Viv, che ha rivelato l'ubicazione della squadra a CRADLE.
Bombshell, Locusta, Snowguard e Starling sono portati in un centro di rieducazione da CRADLE, dove devono essere sottoposti a un lavaggio del cervello. Il trattamento riservato ai giovani super scatenano ondate di indignazione a Chicago. Ms. Marvel, Nova e Spider-Man tengono d'occhio le proteste e portano in salvo i manifestanti quando la polizia cerca di arrestarli. Sospettando che la spia sia Ironheart, i tre supereroi vanno ad affrontarla e Riri incolpa Kamala per la presunta morte di Viv, finché il gruppo non viene attaccato da CRADLE. Altrove, Viv è in fuga e prega per la salvezza degli altri Champions.
Bombshell, condizionata mentalmente dal centro di rieducazione, rilascia un'intervista in cui si colpevolizza per il disastro dell'attacco a Kabua, generando uno scontro tra CRADLE e i Champions. Viv si nasconde nel Kansas, mentre Ironheart, Ms. Marvel, Nova e Spider-Man devono scappare da CRADLE, senza riuscire a ottenere l'aiuto dei Vendicatori e di Brawn. Vengono salvati da un'imboscata di CRADLE dagli X-Men Dust, Pixie e Ciclope e quest'ultimo offre loro asilo su Krakoa, minacciando i CRADLE di una guerra con la nazione mutante se non si fermeranno.
Pixie, Ciclope e Dust rivelano ai Champions rimasti che Viv è ancora viva e che li ha traditi ai CRADLE per colpa della Legge di Kamala; inoltre, gli X-Men hanno mentito a CRADLE sull'ospitare i Champions a Krakoa, essendo quest'ultimo luogo riservato solo ai mutanti. Nonostante ciò, Ciclope fornisce ai ragazzi un rifugio temporaneo sulla nave pirata Marauder al di fuori dell'America, guidata da altri membri degli X-Men. I Champions aiutano l'equipaggio a combattere contro l'esercito di Attuma, mentre Viv osserva la scena da una proiezione satellitare. Riacquista i suoi ricordi e decide di ottenere il perdono dei suoi compagni e abrogare la legge ingiusta.
Viv contatta Brawn e rintraccia la prigione dei Champions arrestati. I ragazzi scoprono che dietro tutto c'è la Roxxon, la quale ha orchestrato gli eventi e manipolato il senatore Patrick per scaricare la colpa della distruzione della scuola contro i Champions. La squadra si ritrova a Chicago per chiedere aiuto alla famiglia di Riri e Viv confessa ai compagni di aver agito contro di loro pensando alla loro sicurezza. Il senatore Patrick, ora consapevole delle attività illegali della Roxxon, sta per essere ucciso dagli uomini inviati dall'organizzazione, ma viene salvato dai Champions e da un gruppo di manifestanti. Il senatore Patrick pone fine alla sua collaborazione con la Roxxon e il centro di rieducazione viene demolito.
Nonostante i Champions siano liberi di tornare a combattere il crimine, la Legge di Kamala è ancora in vigore e Roxxon cerca di lanciare un'app chiamata "Roxx-On" per coprire le loro attività criminali, guidata da Miriam Blakemoore. Snowguard si mette alla guida di un gruppo di manifestanti oppositori dell'organizzazione, mentre Riri scopre con costernazione che la Roxxon ha assunto il suo rivale, André Sims. Ms. Marvel scopre che Roxxon sta usando l'applicazione per raccogliere segretamente dati affinché la Legge di Kamala continui a essere applicata. André inizia a fabbricare dei robot simili a Sentinelle per la Roxxon, al fine di catturare gli eroi minorenni. Miles e Sam lavorano sotto copertura come stagisti per l'organizzazione e Kamala si unisce a loro. Durante un comizio tenuto da Snowguard, Bombshell e Falcon, i Champions sventano un'imboscata ai suoi danni da parte della Roxxon e degli agenti CRADLE.
Durante la missione sotto copertura di Kamala, Miles e Sam, Viv si infiltra nel laboratorio segreto di Roxxon per inviare i dati dei prossimi piani criminali a Riri. Durante un festival dell'organizzazione, Kamala espone pubblicamente gli intenti criminali della Roxxon; in seguito, la Legge di Kamala viene abrigata e la CRADLE sciolta. Mentre i ragazzi stanno festeggiando nella loro base, Andé scatena ugualmente i suoi robot contro i ragazzi minorenni. Mentre i Champions evacuano tutti i giovani civili, André viene fermato da Miriam, che lo arresta per non danneggiare ulteriormente la reputazione dell'azienda.

## Membri

### Squadra del 1975
La prima formazione della squadra, nota anche come Champions di Los Angeles, viene formata nell'ottobre 1975.
| Personaggio   | Identità civile                | Unione al gruppo                |
| ------------- | ------------------------------ | ------------------------------- |
| Angel         | Warren Kenneth Worthington III | Membro fondatore                |
| Vedova Nera   | Natasha Romanoff               | Membro fondatore                |
| Ghost Rider   | Jonathan "Johnny" Blaze        | Membro fondatore                |
| Ercole        | Ercole                         | Membro fondatore                |
| Uomo Ghiaccio | Robert "Bobby" Louis Drake     | Membro fondatore                |
| Stella Nera   | Laynia Petrovna                | Champions n. 11 (Febbraio 1977) |

### Squadra del 2016
| Personaggio  | Identità civile        | Unione al gruppo                       |
| ------------ | ---------------------- | -------------------------------------- |
| Ms. Marvel   | Kamala Khan            | Membro fondatore                       |
| Nova         | Samuel "Sam" Alexander | Membro fondatore                       |
| Spider-Man   | Miles Morales          | Membro fondatore                       |
| Hulk / Brawn | Amadeus Cho            | Champions, vol. 2 n.1 (ottobre 2016)   |
| Viv Vision   |                        | Champions, vol. 2 n.1 (ottobre 2016)   |
| Ciclope      | Scott Summers          | Champions, vol. 2 n. 2 (novembre 2016) |
| Falcon       | Joaquin Torres         | Champions, vol. 2 n. 16 (gennaio 2018) |
| Patriot      | Rayshaun "Shaun" Lucas | Champions, vol. 2 n. 16 (gennaio 2018) |
| Locusta      | Fernanda Rodriguez     | Champions, vol. 2 n. 16 (gennaio 2018) |
| Ironheart    | Riri Williams          | Champions, vol. 2 n. 16 (gennaio 2018) |
| Wasp         | Nadia van Dyne         | Champions, vol. 2 n. 19 (aprile 2018)  |
| Snowguard    | Amka Aliyak            | Champions, vol. 2 n. 21 (giugno 2018)  |
| Bombshell    | Lana Baumgartner       | Champions, vol. 3 n. 1 (gennaio 2019)  |
| Pinpoint     | Qureshi Gupta          | Champions, vol. 3 n. 1 (gennaio 2019)  |
| Power Man    | Victor Alvarez         | Champions, vol. 3 n. 1 (gennaio 2019)  |
| Dust         | Sooraya Qadir          | Champions, vol. 3 n. 5 (maggio 2019)   |
| Starling     | Tiana Toomes           | Champions, vol. 4 n. 1 (ottobre 2020)  |